# Pien Keulstra
Pien Keulstra (Boekelo, 6 november 1993) is een Nederlandse triatlete en voormalig langebaanschaatsster. Haar broer Ynze Keulstra is ook triatleet.

## Biografie

### Schaatsen
Keulstra begon als schaatsster in het Gewest Overijssel en de Hengelose IJsclub. In het seizoen 2010/2011 maakte ze deel uit van schaatsploeg Jong Oranje. In november 2010, op de dag dat ze zeventien jaar werd, debuteerde ze bij de NK Afstanden 2011. Als B-juniore kreeg Keulstra dispensatie van de KNSB nadat ze zich via de Holland Cup had geplaatst voor de 1500 en 3000 meter. Ze werd respectievelijk veertiende en tiende op die twee afstanden en reed ook twee persoonlijke records.
Op het WK allround voor junioren in 2011 in het Finse Seinäjoki werd Keulstra tweede achter wereldkampioene Karolína Erbanová en voor de kampioene van het vorige jaar Lotte van Beek.
Tijdens het NK Afstanden 2012, in november 2011, werd Keulstra een dag voor haar 18e verjaardag, de jongste Nederlands kampioene op de 3000 meter in een nieuw persoonlijk record: 4.09,75. Een dag later, op haar verjaardag, won ze de 5000 meter in opnieuw een persoonlijk record: 7.12,55. Op 8 november liet Ab Krook weten dat hij het van belang vindt "dit talent te koesteren en haar in bescherming te nemen". Krook benadrukte daarbij richting de KNSB dat voorzichtigheid is geboden vanwege het feit dat het regelmatig gebeurt dat junioren bij het bereiken van de leeftijd van 23 jaar "niet meer meetellen". Haar wereldbekerdebuut voor senioren maakte ze op 2 december 2011. Ze won de 5000 meter in de B-groep in een nieuw nationaal record voor junioren: 7.03,60, het was de derde tijd van de dag.

### Gezondheidsproblemen
Keulstra nam geen deel aan de kwalificatiewedstrijden voor plaatsing voor het EK Allround 2012 vanwege een opgezwollen enkel(blessure). Op 8 oktober 2012 kondigde de KNSB aan dat Keulstra een time-out moet nemen als gevolg van gezondheidsproblemen bij het herstellen van een eetprobleem.
In een uitgebreid interview met de een-na-laatste NUsport in oktober 2013 bleek dat heimwee ten tijde van haar verblijf in een seniorenflat, ver weg van haar vertrouwde omgeving, zorgde voor een eetprobleem. Daarnaast was er een verstoorde relatie met de schaatsbond KNSB die de term anorexia lanceerde in de pers. Tussen vader Jos Keulstra en disciplinemanager Emiel Kluin werden de spanningen ook groter toen er afspraken werden gemaakt over haar juiste gewicht. Eind november maakte ze al haar rentree in Thialf met een trainingswedstrijdje, maar na een trainingskamp in Inzell rond half december 2012 ging er een streep door het seizoen en keerde ze terug naar Boekelo. In april 2013 startte ze weer met een trainingsprogramma om aan te sluiten bij Team Activia van Jac Orie.

### Marathonschaatsen en triatlon
In 2014 maakt Keulstra deel uit van Schaatsmeiden.nl die actief zijn in het marathonpeloton en is ze in de zomer actief in triatlon en duatlon. In dat jaar behaalde ze de zilveren medaille op het EK duatlon voor beloften te Weyer. Op 31 mei 2015 werd Keulstra Nederlands kampioen triatlon op de Olympische afstand (1,5 kilometer zwemmen, 40 kilometer fietsen en 10 kilometer lopen) in Weert waar ze Sarissa de Vries en Ilona Eversdijk achter zich hield. Een maand later besloot ze zich volledig op de triatlon te richten. In 2015 won ze de wintertriatlon met een tijd van 2:41.39.
Sinds mei 2015 heeft Keulstra zich aangesloten bij het Nationaal Trainingscentrum voor triatleten in Sittard. Daarvoor maakte ze deel uit van Triatlon Club Twente in Borne en Enschede.

## Titels
- Nederlands kampioene triatlon op de olympische afstand - 2015

## Persoonlijke records schaatsen
| Afstand    | Tijd      | Datum            | Baan       |
| ---------- | --------- | ---------------- | ---------- |
| 500 meter  | 40,68     | 18 december 2010 | Erfurt     |
| 1000 meter | 1.20,08   | 19 maart 2011    | Heerenveen |
| 1500 meter | 2.00,58   | 6 november 2011  | Heerenveen |
| 3000 meter | 4.05,72   | 18 januari 2014  | Inzell     |
| 5000 meter | 7.03,60 * | 2 december 2011  | Heerenveen |

* NR junioren

## Resultaten schaatsen
| Jaar | NK Afstanden              | NK Allround             | NK Junioren | WK Junioren         |
| ---- | ------------------------- | ----------------------- | ----------- | ------------------- |
| 2009 |                           |                         | 2e (C-jr)   |                     |
| 2010 |                           |                         | 2e (B-jr)   |                     |
| 2011 | 14e 1500m 10e 3000m       | NC13 (15e, 18e, 11e, -) | 2e (A-jr)   | · (6e, , 5e, )      |
| 2012 | 10e 1500m · 3000m · 5000m | 5e · (11e, , 9e, )      |             | 6e · (19e, , 10e, ) |
| 2013 | -                         |                         |             |                     |
| 2014 | 11e 3000m 7e 5000m        | 9e                      |             |                     |

### Medaillespiegel
| Kampioenschap         | Goud | Zilver | Brons |
| --------------------- | ---- | ------ | ----- |
| NK Afstanden          | 2    | 0      | 0     |
| NK Allround Afstanden | 0    | 0      | 2     |
| WK Junioren           | 0    | 1      | 0     |